# Spododes albipunctata
Spododes albipunctata är en fjärilsart som beskrevs av Walker 1862. Spododes albipunctata ingår i släktet Spododes och familjen mätare. Inga underarter finns listade i Catalogue of Life.